# Fegyver a kézben
A Fegyver a kézben Iain M. Banks skót író Kultúra-ciklusának a harmadik kötete. Először a Little Brown és a Bantam Books adta ki 1990-ben, a magyar nyelvű megjelenésre 2006. március 16-án került sor.

## Történet
|  | Alább a cselekmény részletei következnek! |

Cheradenine Zakalwe a Rendkívüli Körülmények egyik legtöbbet foglalkoztatott ügynöke. A Kultúra homályosnak tűnő céljai érdekében bolygók, naprendszerek sorsát változtatja meg, háborúkat indít és dönt el örökre, az eszközökben pedig soha nem válogat. Aztán eljön az idő, amikor úgy érzi, túl sokszor kellett már a vesztes oldalon harcolnia, és inkább a visszavonulást választja. Diziet Sma, ez a gyönyörű és titokzatos nő talált rá valamikor Zakalwéra, emelte fel az ismeretlenségből, és tette a Kultúra megbecsült katonájává. Most azt a megbízatást kapja, hogy kutassa fel a visszavonult ügynököt, és győzze meg őt, vállaljon el egy utolsó, sorsdöntő bevetést. Azt hiszi, jól ismeri a férfit, de a Zakalwe múltjában rejtőző szörnyű titkokra még ő sincs felkészülve.
|  | Itt a vége a cselekmény részletezésének! |

## Magyarul
- Fegyver a kézben; ford. Totth Benedek; Agave Könyvek, Bp., 2006